# Alioth
Alioth (Epsilon Ursae Majoris, ε UMa) – najjaśniejsza gwiazda w gwiazdozbiorze Wielkiej Niedźwiedzicy, część asteryzmu Wielkiego Wozu. Jest oddalona o 83 lata świetlne od Słońca.

## Nazwa
Tradycyjna nazwa gwiazdy, Alioth, pochodzi od zniekształconego arabskiego słowa ‏الجون‎ al ǧaūn, oznaczającego „czarny koń” lub „byk”. To samo pochodzenie ma nazwa gwiazdy Alkor. W znanej dziś formie nazwa Alioth pojawiła się w średniowiecznych tablicach alfonsyńskich. Nazwie tej przypisywano też inny źródłosłów, m.in. wywodząc ją od arabskiego ‏الية‎ alyat, oznaczającego „tłusty ogon [wschodniej owcy]”. Chińczycy znali tę gwiazdę pod nazwą chiń. 玉衡; pinyin Yùhéng; dosł. „jadeitowa tuba do patrzenia” (przodek lunety). Dla Hindusów nosiła nazwę Angiras, imię jednego z siedmiu wielkich mędrców. Międzynarodowa Unia Astronomiczna w 2016 formalnie zatwierdziła użycie nazwy Alioth dla określenia tej gwiazdy.

## Charakterystyka
Alioth to biała gwiazda należąca do typu widmowego A. Ma temperaturę 9400 K i jasność 108 razy większą niż jasność Słońca. Masa tej gwiazdy jest około trzy razy większa niż masa Słońca, a jej promień czterokrotnie większy niż promień Słońca. Prawdopodobnie zbliża się do końca okresu syntezy wodoru w hel w jądrze.
Jest gwiazdą zmienną typu Alfa² Canum Venaticorum o okresie zmienności 5,1 dnia, związanym z obrotem gwiazdy i jej pola magnetycznego. Obserwowana wielkość gwiazdowa zmienia się od 1,76 do 1,79m. Pole to jest słabe jak na gwiazdę tego typu, 15 razy słabsze niż u gwiazdy Cor Caroli, ale też sto razy silniejsze niż ziemskie pole magnetyczne. Jest wystarczająco silne, aby gwiazda miała osobliwe widmo, związane z koncentracją pierwiastków chemicznych w niektórych obszarach powierzchni. Przykładowo tlen i chrom mają znacznie podwyższoną zawartość w pobliżu równika magnetycznego, który jest odchylony od równika gwiazdy.